# Дружинин, Василий Иванович
Василий Иванович Дружинин — советский военный, государственный и политический деятель, генерал-майор.

## Биография
Родился в 1901 году в селе Песчанка. Член КПСС с 1917 года.
С 1917 года — на военной службе, общественной и политической работе. В 1917—1946 гг. — участник Гражданской войны, на политической работе и командных должностях в Рабоче-Крестьянской Красной Армии, заместитель командира дивизии, комиссар 19-й Воронежской стрелковой ордена Трудового Красного Знамени дивизии, понижен в должности за бои у Ельни, начальник политотдела 93-й Восточно-Сибирской стрелковой дивизии, член Военного Совета 26-й Армии.
Делегат XVIII съезда ВКП(б).
Умер 7 февраля 1965 года.

## Награды
- Орден Ленина (21.02.1945)
- Три ордена Красного Знамени (12.04.1942, 03.11.1944, 24.06.1948)
- Орден Кутузова II-й степени (28.04.1945)
- Орден Отечественной войны II-й степени (02.11.1944)
- Медаль «За оборону Москвы» (01.05.1944)
- Медаль «За оборону Советского Заполярья» (05.12.1944)
- Медаль «За победу над Германией в Великой Отечественной войне 1941—1945 гг.» (09.05.1945)